# Cisterna d'Asti
Pour les articles homonymes, voir Cisterna.
Cisterna d'Asti (français : Cisterne) est une commune italienne d'environ 1 300 habitants située dans la province d'Asti, dans la région Piémont, dans le Nord-Ouest de l'Italie.

## Histoire

### XVIesiècle
En 1552, le château de Cisterne apporta son aide à la ville de Saint Damian d'Asti qui était attaquée.

### XVIIIesiècle-XIXesiècle
- Henriette-Marie Le Hardy de La Trousse, veuve d'Amédée Alphonse dal Pozzo (d'Alpazzo en français), prince de la Cisterne demeure dans un logement prit à bail chez les religieuses de l'abbaye de Port-Royal de Paris en 1727[2]
- Carlo Emmanuele dal Pozzo, 5e prince de La Cisterna  (La Citerne en français), né le 7 janvier 1787 à Turin et mort le 26 mars 1864 à Turin[3], est un noble italien du XIXe siècle, homme politique du royaume de Sardaigne[4]. Il est le 5e prince de Belriguardo, 6e marquis de Voghera, 6e comte de Reano, 8e comte de Ponderano, 8e comte de Bonvicino, 6e comte de Neive, 6e comte de Perno et possédait encore d'autres titres [5].

## Administration
| Période                                  | Période | Identité | Étiquette | Qualité |
| ---------------------------------------- | ------- | -------- | --------- | ------- |
|                                          |         |          |           |         |
| Les données manquantes sont à compléter. |         |          |           |         |

### Communes limitrophes
Canale, Ferrere, Montà, San Damiano d'Asti.